# Гиљермо Вилас
Гиљермо Аполинарио Вилас (шп. Guillermo Apolinario Vilas; рођен 17. августа 1952. године) је бивши аргентински тенисер. Најбољи пласман на АТП листи му је друго место.

## Каријера
Одрастао је у приморском летовалишту Мар дел Плати. Гиљермо Вилас је био леворук, а одиграо је свој први турнир 1969. године. Завршавао је годину међу првих десет од 1974. до 1982. Био је специјалиста за шљаку, али је такође играо добро на трави, тврдој подлози и тепиху.
Вилас је освојио четири гренд слем титуле: 1977- Отворено првенство Француске, исте године УС Опен (тада се играло на шљаци), затим 1978. и 1979. Аустралијан опен (тада се играло на трави). Био је финалиста на Отвореном првенству Француске три пута (1975, 1978 и 1982) и на Аустралијан опену једном (јануар 1977).
Године 1974. је освојио Тенис мастерс куп на крају године. Поред тога освојио је пет титула из мастерс серије, претходници садашњег АТП Мастерс 1000.
Виласова најбоља година на АТП турнирима била је 1977, када је освојио два од четири гренд слем турнира и 16 од укупно 31 турнира на којем је играо. На Ју-Ес опену је захваљујући доброј игри на мрежи изненадио свог противника Џимија Конорса и победио са 3-1.
Повукао се са АТП турнира 1989, али још увек је играо челенџере до 1992. Примљен је у тениску Кућу славних 1991. године.

## Гренд слем финала

### Појединачно 8 (4:4)
| Исход     | Година | Турнир               | Подлога | Противник      | Резултат              |
| --------- | ------ | -------------------- | ------- | -------------- | --------------------- |
| Финалиста | 1975   | Ролан Гарос          | Шљака   | Бјерн Борг     | 2:6, 3:6, 4:6         |
| Финалиста | 1977   | Аустралијан опен     | Трава   | Роско Танер    | 3:6, 3:6, 3:6         |
| Победа    | 1977   | Ролан Гарос          | Шљака   | Брајан Готфрид | 6:0, 6:3, 6:0         |
| Победа    | 1977   | Ју-Ес опен           | Шљака   | Џими Конорс    | 2:6, 6:3, 7:6(4), 6:0 |
| Финалиста | 1978   | Ролан Гарос (2)      | Шљака   | Бјерн Борг     | 1:6, 1:6, 3:6         |
| Победа    | 1978   | Аустралијан опен     | Трава   | Џон Маркс      | 6:4, 6:4, 3:6, 6:3    |
| Победа    | 1979   | Аустралијан опен (2) | Трава   | Џон Садри      | 7:6(4), 6:3, 6:2      |
| Финалиста | 1982   | Ролан Гарос (3)      | Шљака   | Матс Виландер  | 6:1, 6:7(6), 0:6, 4:6 |